# Polisens villebråd
Polisens villebråd är en tysk kriminalkomedifilm från 1933 i regi av Johannes Meyer. Filmen handlar om en juveltjuv på flykt i Spanien. Hollywood gjorde fyra år senare en filmatisering av historien med Gary Cooper och Marlene Dietrich i huvudrollerna, Det stulna paradiset.

## Rollista
- Brigitte Helm - Olga
- Gustaf Gründgens - Alexander
- Wolfgang Liebeneiner - Pierre
- Kurt Vespermann - Fred
- Jakob Tiedtke - juvelerare Dergan
- Max Gülstorff - professor Ronnay